# Château de Belœil
Pour les articles homonymes, voir Belœil.
 (mai 2023).
Si vous disposez d'ouvrages ou d'articles de référence ou si vous connaissez des sites web de qualité traitant du thème abordé ici, merci de compléter l'article en donnant les références utiles à sa vérifiabilité et en les liant à la section « Notes et références ».
Le château de Belœil est un château belge construit pour les princes de Ligne à Belœil, commune francophone située en Région wallonne dans la province de Hainaut.
Le château et son parc appartiennent depuis le XIVe siècle à la maison de Ligne.
Il est situé au milieu d’un jardin à la française dessiné en 1664. Le château et les jardins peuvent être visités au printemps comme en été.

## Historique
Belœil devint possession de la famille de Ligne dès 1394. 
Au début du XVe siècle, le château fut choisi comme première résidence de la famille. Le vieux château était un bâtiment fortifié rectangulaire protégé par des douves ainsi que quatre tours rondes situées à chaque coin. Cette structure de base est toujours présente, bien que les façades et l'intérieur aient été profondément modifiés lors des siècles suivants. En particulier par Antoine de Ligne à partir de 1515.
Aux XVIIe et XVIIIe siècles, le château fortifié fut transformé en une luxueuse maison de campagne selon le style français. 
Il se compose d'un édifice élevé sur trois côtés d'un terre-plein quadrangulaire entouré de douves, dont le quatrième côté est fermé par un portique ajouré plus bas. Le château est précédé par une avant-cour bordée par deux bâtiments de dépendances, également située sur un terre-plein quadrangulaire entouré d'eaux. 
L'une des façades latérales est précédée par un ample miroir d'eau.
À partir de 1664, en avant du parc furent créées des allées rectilignes et des étangs géométriques imposant différentes perspectives. Les bosquets typiques – petites placettes entourées de hautes haies – furent préservés malgré la mode changeante des XVIIIe et XIXe siècles, lorsque le jardin anglais était préféré. L'élément le plus imposant du parc est le grand bassin (120-430 mètres). Un petit jardin avec une ruine fut installé dans le proche voisinage du château par Charles Joseph, Prince de Ligne.

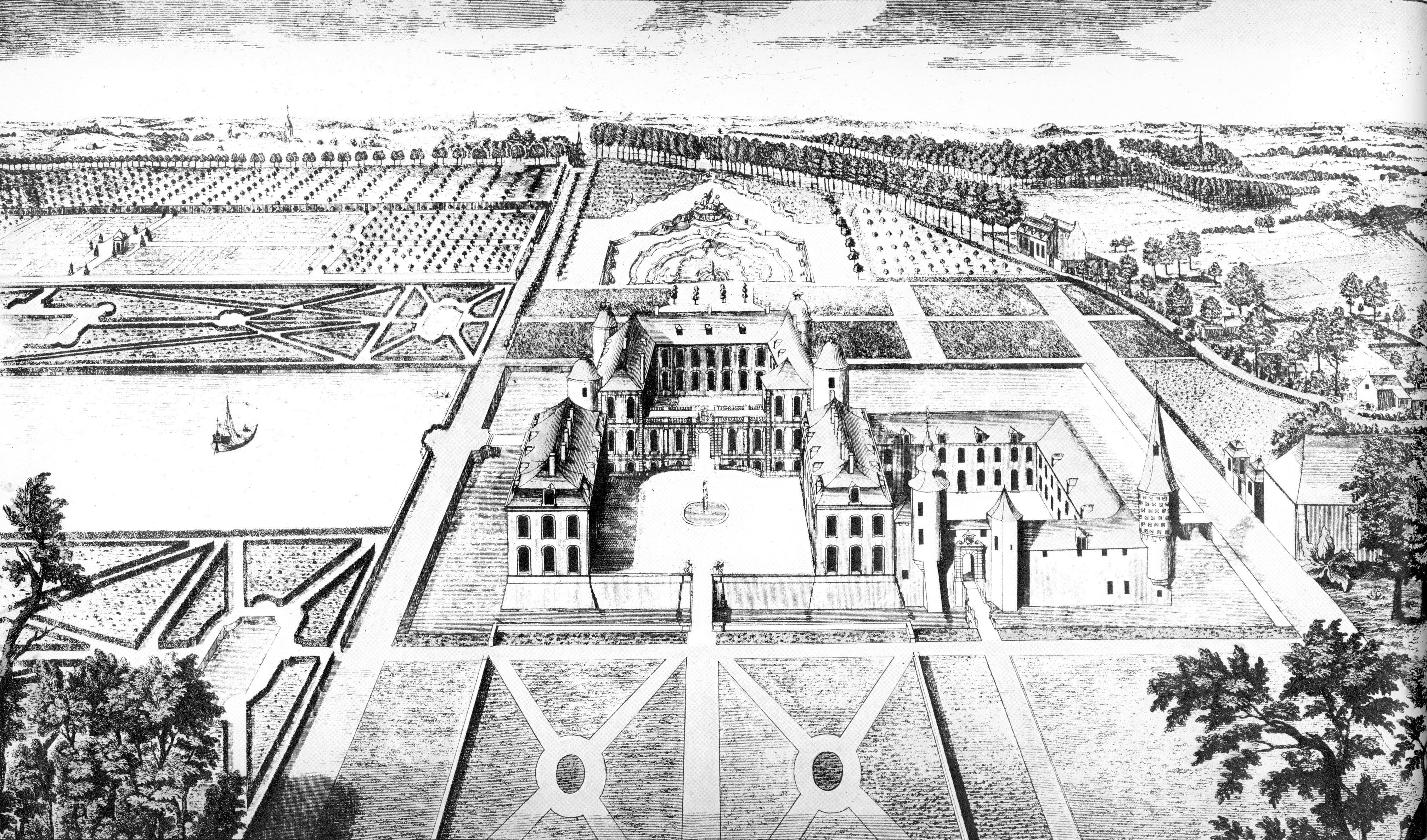
Château de Belœil, vue à vol d'oiseau depuis le sud-est, gravure par De la Marcade (1747).

Les intérieurs étaient décorés de fins ameublements et de collections d'art de la famille. 
Le vendredi 14 décembre 1900 au matin, un incendie frappa le château qui brûla entièrement. La plupart du mobilier incluant une bibliothèque de 20 000 volumes et la collection d'art purent être évacués. 
Le château fut reconstruit dans un style presque identique de 1901 à 1906 par l'architecte Ernest Sanson, alors que l'intérieur était redécoré avec une partie des pièces de la collection de Ligne.

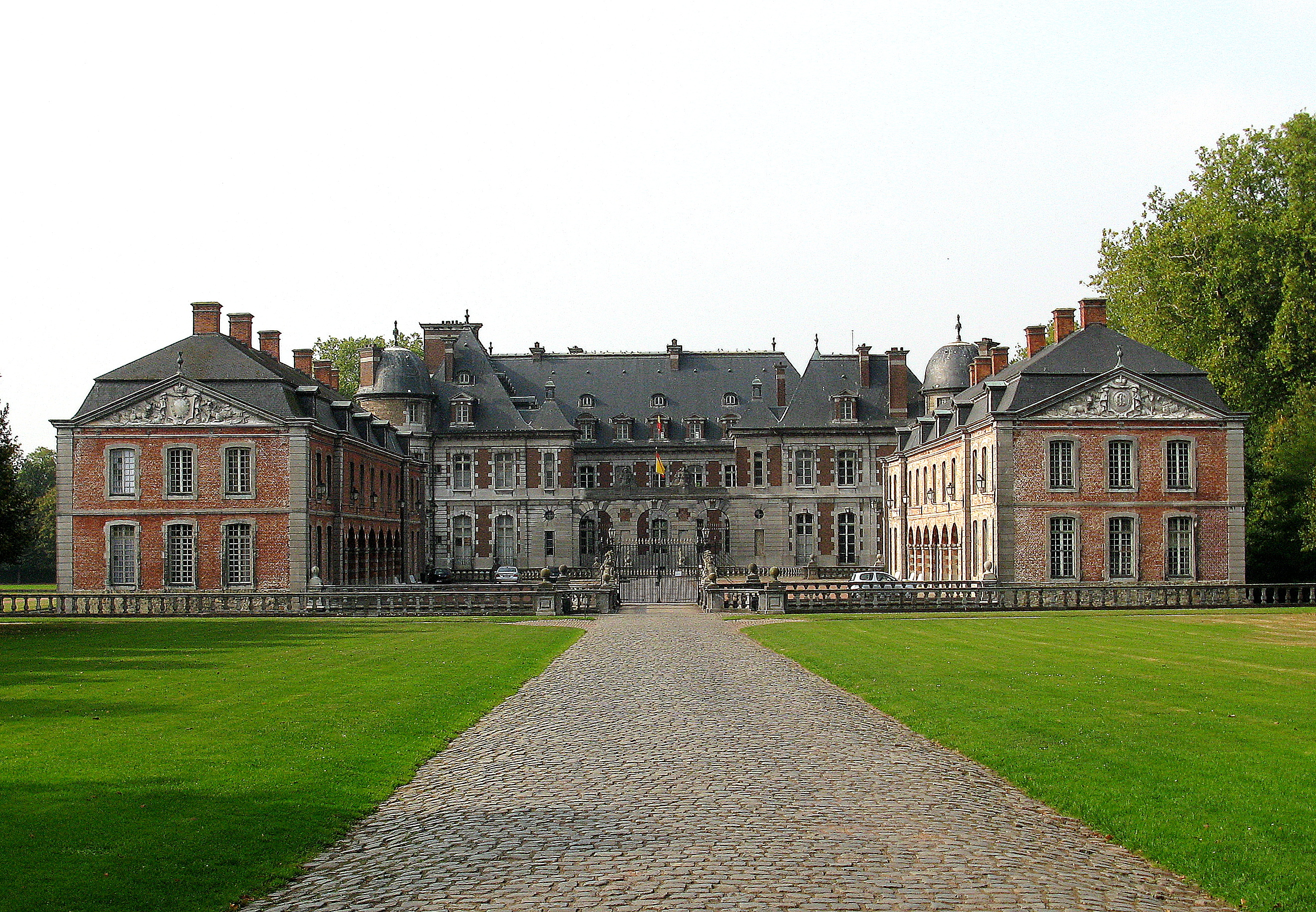
Château de Belœil, vue de la cour d'honneur depuis le sud-est.

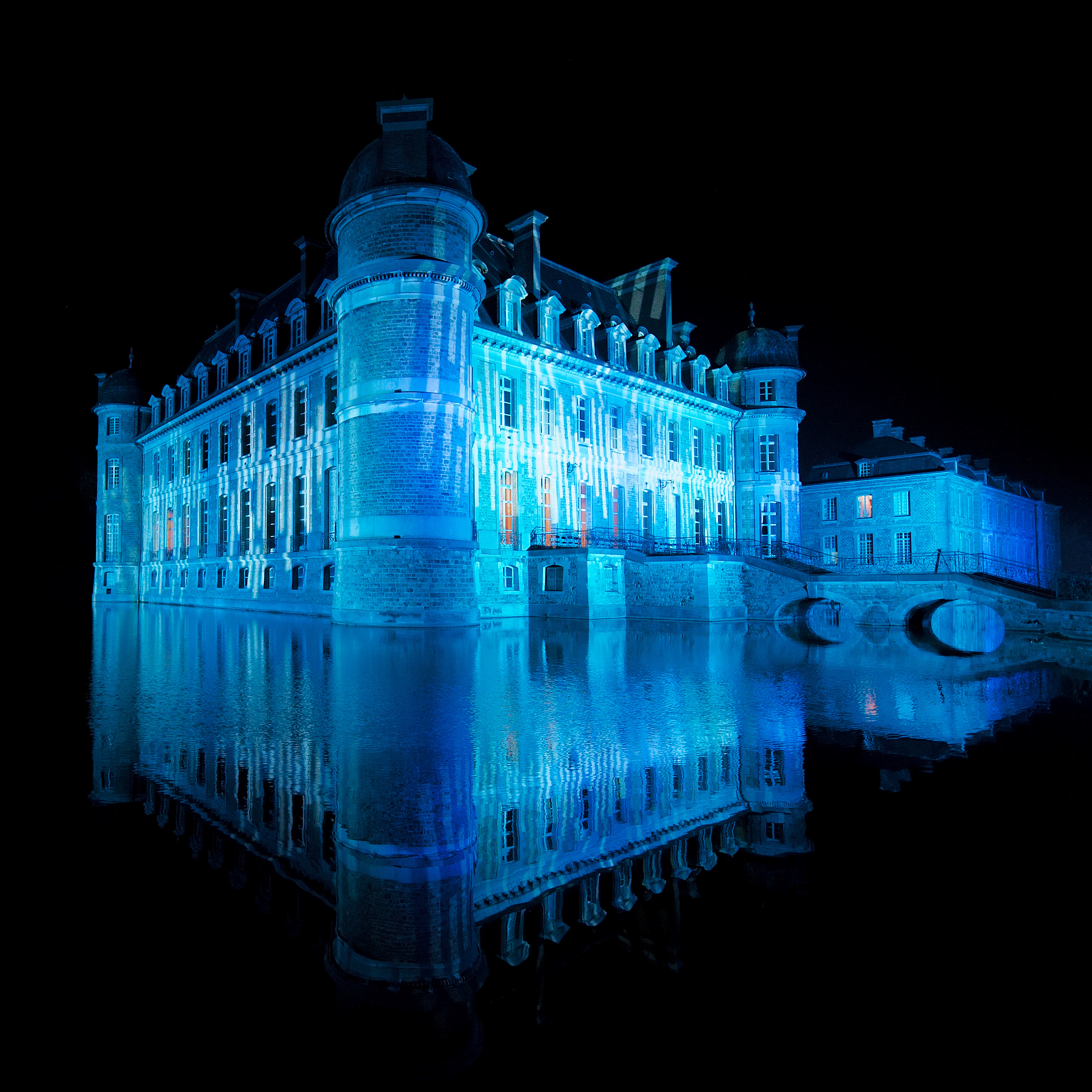
Le château de nuit.

Le château est ouvert à la visite.

## Culture

### Filmographie
Le château et le parc ont servi de lieu de tournage aux films suivants : 
- 1989 : Les Jeux de société d'Éric Rohmer ;
- 2013 : Angélique d'Ariel Zeitoun ;
- 2016 : L'échange des princesses de Marc Dugain ;
- 2021 : Les Aventures du jeune Voltaire de Georges-Marc Benamou ;
- 2021 : La Guerre des trônes, la véritable histoire de l'Europe.